# 大校場駅
大校場駅（だいこうじょうえき）は、中華人民共和国江蘇省南京市秦淮区にある、南京地下鉄5号線の駅。将来的には10号線も当駅に乗り入れる予定。

## 沿革
- 2025年8月6日：開業[1]。

## 駅名
事業着手当初は南京地下鉄集団は「機場路駅」の仮称を用いており、2019年11月28日に「大校場北駅」を駅名として第一次公示された 、2020年1月15日に駅名が「大校場駅」に決定したことが発表された。

## 隣の駅
南京地下鉄
■5号線
七橋甕駅- 大校場駅 - 神機営駅
南京地下鉄
■10号線 (事業中)
承天大道駅- 大校場駅 - 機場跑道旧址駅